# Đội tuyển bóng đá quốc gia Turkmenistan
Đội tuyển bóng đá quốc gia Turkmenistan (tiếng Turkmen: Türkmenistanyň milli futbol ýygyndysy) là đội tuyển cấp quốc gia của Turkmenistan do Hiệp hội bóng đá Turkmenistan quản lý.
Trận thi đấu quốc tế đầu tiên của đội tuyển Turkmenistan là trận gặp đội tuyển Kazakhstan vào năm 1992. Đội đã hai lần tham dự Cúp bóng đá châu Á là các vào năm 2004 và 2019, tuy nhiên đều không vượt qua được vòng bảng. Thành tích tốt nhất của đội cho đến nay là 2 ngôi vị á quân của Challenge Cup giành được vào các năm 2010 và 2012.

## Danh hiệu
- Vô địch Cúp Challenge: 0

Á quân: 2010; 2012

## Thành tích tại các giải đấu

### Giải vô địch bóng đá thế giới
- 1930 đến 1994 - Không tham dự vì vẫn thuộc Liên Xô
- 1998 đến 2026 - Không vượt qua vòng loại

### Cúp bóng đá châu Á
| Năm           | Thành tích                             | Thứ hạng                               | Pld                                    | W                                      | D                                      | L                                      | GF                                     | GA                                     |
| ------------- | -------------------------------------- | -------------------------------------- | -------------------------------------- | -------------------------------------- | -------------------------------------- | -------------------------------------- | -------------------------------------- | -------------------------------------- |
| 1956 đến 1988 | Không tham dự, là một phần của Liên Xô | Không tham dự, là một phần của Liên Xô | Không tham dự, là một phần của Liên Xô | Không tham dự, là một phần của Liên Xô | Không tham dự, là một phần của Liên Xô | Không tham dự, là một phần của Liên Xô | Không tham dự, là một phần của Liên Xô | Không tham dự, là một phần của Liên Xô |
| 1992          | Không tham dự                          | Không tham dự                          | Không tham dự                          | Không tham dự                          | Không tham dự                          | Không tham dự                          | Không tham dự                          | Không tham dự                          |
| 1996 đến 2000 | Không vượt qua vòng loại               | Không vượt qua vòng loại               | Không vượt qua vòng loại               | Không vượt qua vòng loại               | Không vượt qua vòng loại               | Không vượt qua vòng loại               | Không vượt qua vòng loại               | Không vượt qua vòng loại               |
| 2004          | Vòng 1                                 | 12th                                   | 3                                      | 0                                      | 1                                      | 2                                      | 4                                      | 6                                      |
| 2007 đến 2015 | Không vượt qua vòng loại               | Không vượt qua vòng loại               | Không vượt qua vòng loại               | Không vượt qua vòng loại               | Không vượt qua vòng loại               | Không vượt qua vòng loại               | Không vượt qua vòng loại               | Không vượt qua vòng loại               |
| 2019          | Vòng 1                                 | 22nd                                   | 3                                      | 0                                      | 0                                      | 3                                      | 3                                      | 10                                     |
| 2023          | Không vượt qua vòng loại               | Không vượt qua vòng loại               | Không vượt qua vòng loại               | Không vượt qua vòng loại               | Không vượt qua vòng loại               | Không vượt qua vòng loại               | Không vượt qua vòng loại               | Không vượt qua vòng loại               |
| 2027          | Chưa xác định                          | Chưa xác định                          | Chưa xác định                          | Chưa xác định                          | Chưa xác định                          | Chưa xác định                          | Chưa xác định                          | Chưa xác định                          |
| Tổng cộng     | 2 lần vòng bảng                        | 2/9                                    | 6                                      | 0                                      | 1                                      | 5                                      | 7                                      | 16                                     |

### Cúp AFC Challenge
| Năm       | Thành tích               | Pld                      | W                        | D                        | L                        | GF                       | GA                       |
| --------- | ------------------------ | ------------------------ | ------------------------ | ------------------------ | ------------------------ | ------------------------ | ------------------------ |
| 2006      | Không vượt qua vòng loại | Không vượt qua vòng loại | Không vượt qua vòng loại | Không vượt qua vòng loại | Không vượt qua vòng loại | Không vượt qua vòng loại | Không vượt qua vòng loại |
| 2008      | Vòng bảng                | 3                        | 1                        | 1                        | 1                        | 6                        | 2                        |
| 2010      | Á quân                   | 5                        | 3                        | 2                        | 0                        | 6                        | 2                        |
| 2012      | Á quân                   | 5                        | 3                        | 1                        | 1                        | 9                        | 4                        |
| 2014      | Vòng bảng                | 3                        | 1                        | 0                        | 2                        | 6                        | 6                        |
| Tổng cộng | 2 lần á quân             | 16                       | 8                        | 4                        | 4                        | 27                       | 14                       |

### Đại hội Thể thao châu Á
- (Nội dung thi đấu dành cho cấp đội tuyển quốc gia cho đến kỳ Đại hội năm 1998)

| Chủ nhà/Năm   | Thành tích                             | Pld                                    | W                                      | D                                      | L                                      | GF                                     | GA                                     |
| ------------- | -------------------------------------- | -------------------------------------- | -------------------------------------- | -------------------------------------- | -------------------------------------- | -------------------------------------- | -------------------------------------- |
| 1951 đến 1990 | Không tham dự, là một phần của Liên Xô | Không tham dự, là một phần của Liên Xô | Không tham dự, là một phần của Liên Xô | Không tham dự, là một phần của Liên Xô | Không tham dự, là một phần của Liên Xô | Không tham dự, là một phần của Liên Xô | Không tham dự, là một phần của Liên Xô |
| 1994          | Tứ kết                                 | 5                                      | 1                                      | 3                                      | 1                                      | 7                                      | 9                                      |
| 1998          | Tứ kết                                 | 6                                      | 3                                      | 2                                      | 1                                      | 10                                     | 9                                      |
| Tổng cộng     | 2 lần tứ kết                           | 11                                     | 4                                      | 5                                      | 2                                      | 17                                     | 18                                     |

## Cầu thủ

### Đội hình hiện tại
Cập nhật ngày 26 tháng 5 năm 2022

| Số | VT | Cầu thủ                   | Ngày sinh (tuổi)  | Trận | Bàn | Câu lạc bộ       |
| -- | -- | ------------------------- | ----------------- | ---- | --- | ---------------- |
|    | TM | Batyr Babaýew             | 21 tháng 8, 1991  | 1    | 0   | Nebitçi          |
|    | TM | Rasul Çaryýew             | 30 tháng 9, 1999  | 2    | 0   | Ahal             |
|    | TM | Dovletmukhammed Dzhallov  | Unknown           | 0    | 0   | Altyn Asyr       |
|    |    |                           |                   |      |     |                  |
|    | HV | Güýçmyrat Annagulyýew     | 10 tháng 6, 1996  | 10   | 2   | Altyn Asyr       |
|    | HV | Zafar Babajanow           | 9 tháng 2, 1987   | 14   | 1   | Altyn Asyr       |
|    | HV | Gurbangeldi Batyrow       | 28 tháng 7, 1988  | 12   | 1   | Altyn Asyr       |
|    | HV | Mekan Saparow             | 22 tháng 4, 1994  | 29   | 1   | Altyn Asyr       |
|    |    |                           |                   |      |     |                  |
|    | TV | Myrat Annaýew             | 6 tháng 5, 1993   | 10   | 0   | Altyn Asyr       |
|    | TV | Ahmet Ataýew              | 19 tháng 9, 1990  | 31   | 1   | Altyn Asyr       |
|    | TV | Welmyrat Ballakow         | 4 tháng 4, 1999   | 2    | 0   | Altyn Asyr       |
|    | TV | Begmyrat Baýow            | 5 tháng 7, 1998   | 3    | 0   | Altyn Asyr       |
|    | TV | Vezirgeldy Ilyasov        | 18 tháng 1, 1992  | 12   | 0   | Altyn Asyr       |
|    | TV | Rovshengeldy Khalmammedov | 19 tháng 6, 1995  | 4    | 0   | Altyn Asyr       |
|    | TV | Begençmyrat Myradow       | 9 tháng 8, 2001   | 2    | 0   | Altyn Asyr       |
|    | TV | Berdimurad Rezhebov       | 19 tháng 6, 1995  | 3    | 0   | Altyn Asyr       |
|    | TV | Yhlas Saparmammedov       | 25 tháng 2, 1997  | 3    | 0   | Köpetdag Aşgabat |
|    | TV | Ilýa Tamurkin             | 9 tháng 5, 1989   | 11   | 0   | Ahal             |
|    | TV | Furkat Tursunow           | 5 tháng 2, 1991   | 3    | 0   | Altyn Asyr       |
|    |    |                           |                   |      |     |                  |
|    | TĐ | Arslanmyrat Amanow        | 28 tháng 3, 1990  | 52   | 14  | Ahal             |
|    | TĐ | Altymyrat Annadurdyýew    | 13 tháng 4, 1993  | 25   | 9   | Altyn Asyr       |
|    | TĐ | Rahman Myratberdiýew      | 31 tháng 10, 2001 | 2    | 0   | Altyn Asyr       |
|    | TĐ | Elman Tagaýew             | 2 tháng 6, 1989   | 10   | 1   | Ahal             |
|    | TĐ | Mihail Titow              | 18 tháng 10, 1997 | 7    | 1   | Altyn Asyr       |

## Huẩn luyện viên

### Ban huấn luyện hiện tại
| Vị trí             | Tên                  |
| ------------------ | -------------------- |
| Head coach         | Ýazguly Hojageldiýew |
| Goalkeeper coaches | Gylyç Çaryýew        |
| Assistant coaches  | Myrat Durdyýew       |
| Assistant coaches  | Wladimir Karpow      |
| Assistant coaches  | Begenç Gulyýew       |

### Huấn luyện viên trong lịch sử
- Baýram Durdyýew (1992–1996)
- Elguja Gugushvili (1996–1997)
- Täçmyrat Agamyradow (1997–1998)
- Viktor Pozhechevskyi (1998–1999)
- Gurban Berdyýew (1999)
- Röwşen Muhadow (1999–2000)
- Täçmyrat Agamyradow (2000–2001)
- Volodymyr Bezsonov (2002–2003)
- Rahym Gurbanmämmedow (2003–2004)
- Boris Grigorýanc (2005)
- Amangylyç Goçumow (2005–2006)
- Rahym Gurbanmämmedow (2007–2009)
- Boris Grigorýanc (2009–2010)
- Ýazguly Hojageldyýew (2010–2014)
- Rahym Gurbanmämmedow (2014)
- Amangylyç Koçumow (2015–2016)
- Ýazguly Hojageldyýew (2017–2019)
- Ante Miše (2019–2020)
- Röwşen Muhadow (2021)
- Ýazguly Hojageldyýew (2021)
- Said Seýidow (2022[5][6]–present)

## Các cầu thủ nổi tiếng
- Khakha Gogoladze
- Rakhim Kurbanmamedov
- Redjep Murad Agabaev
- Valeri Gulyan
- Aleksandr Ignatov
- Guvanchmuhamed Ovekov
- Begench Kuliyev
- Kurbangeldi Durdiyev